# Ле Бри, Жан-Мари
Жан-Мари́ Ле Бри (фр. Jean-Marie Le Bris; 1817—1872) — французский изобретатель и планерист, пионер авиации. В 50-60 годы XIX века осуществлял эксперименты с натурными планёрами. Согласно некоторым источникам, в одной из попыток пилотируемого полёта Ле Бри удалось преодолеть расстояние около 200 м, поднявшись при этом на высоту до 100 м. Хотя при посадке планёр был несколько повреждён, ни пилотировавший его Ле Бри, ни его случайный пассажир (см. далее) не пострадали.

## Биография

### Ранние годы. Зарождение идеи планёра
Жан-Мари Ле Бри родился 25 марта 1817 года в коммуне Конкарно области Бретань, в семье моряков. Сам также сделал карьеру моряка — сначала служил на военном флоте, а затем был капитаном на торговых каботажных судах, впоследствии и судовладельцем. В период военной службы в одном из дальних плаваний внимание Ле Бри привлекло парение альбатросов на неподвижных крыльях. Молодой моряк подстрелил одну из птиц и изучил её, исследовав, в частности, возникновение аэродинамических сил на крыле мёртвого альбатроса под воздействием ветра. По словам самого Ле Бри это послужило ему основой для разработки проекта планёра. По мнению доктора исторических наук Тьери Ле Руа, влияние на работы Ле Бри могли оказать теоретические знания, полученные им, как профессиональным моряком, а также работы английских пионеров авиации Джорджа Кейли и Уильяма Хенсона.

### Эксперименты с натурными планёрами

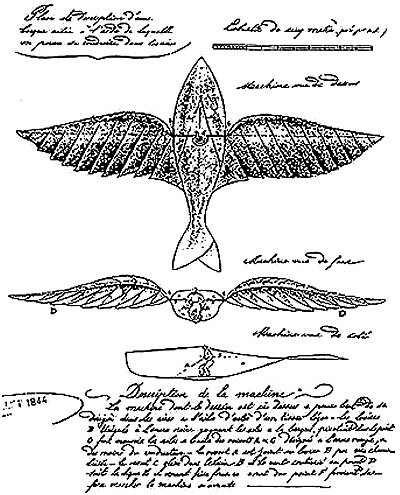
Рисунок из патента Ле Бри

В 1857 году Жан-Мари Ле Бри получил патент на планёр под названием «Искусственный альбатрос» (Albatros Artificiel), представляющий собой лодку с крыльями и хвостом, подобными крыльям и хвосту альбатроса (см. также раздел Конструкция планёров). Среди исследователей наиболее распространено мнение, что первый полёт на своём планёре Ле Бри совершил в 1856 году (то есть — ещё до получения патента), однако Тьери Ле Руа полагает, основываясь на анализе исторических документов, что это событие не могло произойти ранее 1858 года, а возможно — и 1860-61 годов.
В первом эксперименте взлёт планёра осуществлялся с повозки, запряжённой лошадьми, которая двигалась навстречу довольно свежему морскому бризу — порядка 20 м/с (10 узлов). Возможно, что использовался также благоприятный уклон местности (то есть повозка двигалась под уклон). При отрыве аппарата от повозки, канат, соединявший его с этим импровизированным «шасси», зацепился за сиденье возницы, и тот был увлечён в воздух вместе с сиденьем (по другой версии, канат обмотался непосредственно вокруг тела возницы, и он был вырван из сиденья). Поднявшись на высоту около 100 м и пролетев около 200 м, планёр опустился на прибрежный песок. Ле Бри и его случайный пассажир не пострадали, однако была повреждена одна из консолей крыла.
Через некоторое время, отремонтировав аппарат, Ле Бри предпринял вторую попытку полёта, выбрав на этот раз другой способ взлёта — старт с возвышенности. Для этого над краем заброшенного карьера глубиной около 30 м, находящегося невдалеке от моря, был возведён «журавль» (Г-образная конструкция). Аппарат был подвешен к перекладине «журавля» на высоте около 10 м от основания, носом к карьеру и к морю — навстречу морскому бризу. По некоторым данным, для придания планёру дополнительного импульса, он был оттянут назад и отпущен, после чего управлявший им Ле Бри отсоединил аппарат от подвески. Пролетев незначительное расстояние, планёр резко задрал нос, а затем спикировал. Попав в безветренное пространство внутри карьера, планёр выровнялся, однако снизить скорость падения удалось лишь незначительно, и аппарат был разрушен при столкновении с землёй. Сам Ле Бри отделался переломом ноги. Российский историк авиации Д. А. Соболев называет причиной аварии недостаточную начальную скорость аппарата, тогда как Октав Шанют (или, возможно, де Ла Ландель, на которого он ссылается, описывая опыты Ле Бри) предполагал, что её вызвал сильный восходящий поток, возникший из-за отражения ветра от стенок карьера.
В 1867 году Ле Бри построил второй планёр, испытания которого проходили в 1868 году. Первая попытка взлёта второго аппарата была осуществлена с крыши неподвижно стоящего фургона, навстречу морскому бризу. Скорость бриза была слишком мала, но изобретатель решился на взлёт под давлением нетерпеливой публики, надеясь, по-видимому, на удачный порыв ветра. В этой попытке ему удалось пролететь всего около 20-30 метров, что было воспринято публикой, как неудача. После этого Ле Бри отказался от публичных экспериментов. Последующие попытки полёта были также неудачны, несколько раз аппарат пришлось ремонтировать. Впоследствии Ле Бри перешёл к испытаниям планёра без человека на борту — с балластом. В одном из испытаний аппарат, испытываемый на длинной привязи (на манер воздушного змея), поднялся на высоту около 50 м и преодолел расстояние около 200 м, плавно («почти не повредив травы») опустившись на землю. Последующие попытки были не столь успешны — несколько раз аппарат был повреждён. В последней из них, предпринятой в ветреную погоду, планёр с зафиксированными рычагами управления разбился.

### Последние годы жизни и смерть
Во время Франко-прусской войны 1870—1871 годов Жан-Мари Ле Бри находился на военной службе. После войны он принимал добровольное участие в борьбе с преступным элементом и 10 февраля 1872 года погиб от рук бандитов.

## Конструкция планёров

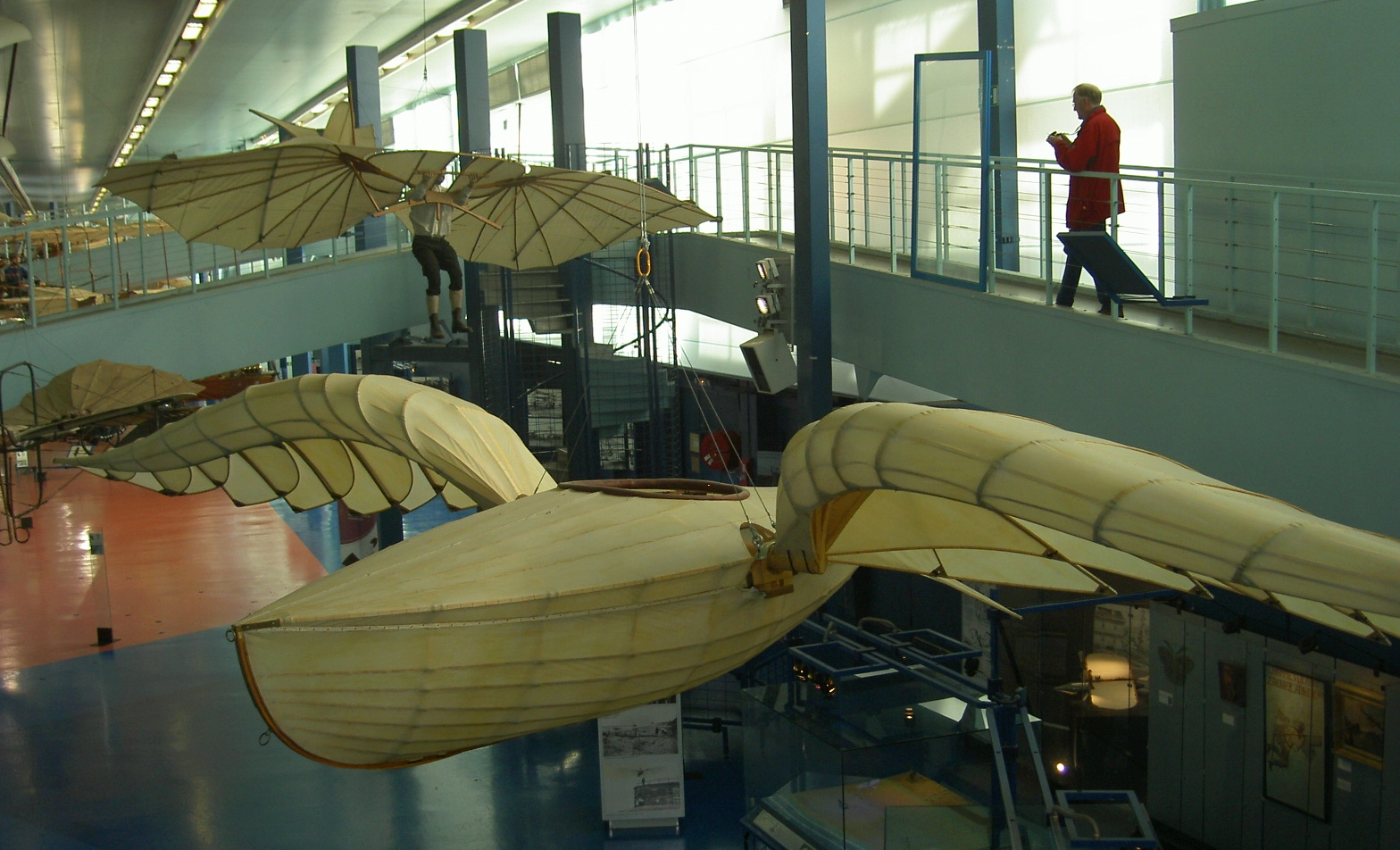
Реплика, воспроизводящая предполагаемый облик первого планёра Ле Бри в соответствии с патентом. Музей авиации в Ле Бурже.

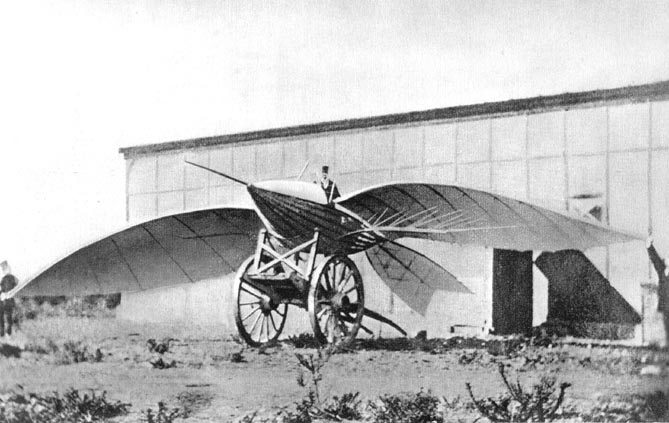
Фотография второго планёра Ле Бри. 1868 год.

Летательный аппарат, на который Ле Бри получил в 1857 году патент, представлял собой лодку, к бортам которой посредством шаровых шарниров крепились две консоли крыла, напоминающие крылья птицы, а к корме — веерообразное горизонтальное оперение. Управление аппаратом должно было осуществляться путём изменения угла установки (наклона) и стреловидности крыла с помощью двух рычагов, жёстко присоединённых к лонжеронам консолей крыла. Подвижность хвостового оперения не предусматривалась. Крыло имело тонкий искривлённый профиль, напоминающий профиль крыла альбатроса. И аэродинамические поверхности (крыло и хвост) планера и фюзеляж-лодка имели деревянный каркас и обшивку из ткани. Передняя кромка крыла на реальных планёрах Ле Бри изготавливалась из гибкого листа древесины.
В дальнейшем, Ле Бри вносил в конструкцию своих аппаратов изменения. В частности, хвостовое оперение было сделано подвижным (управлялось с помощью педали), были введены тросы, идущие вдоль размаха крыла и позволявшие изменять кривизну профиля крыла. Дополнительным средством управления стал механизм, позволявший изменять центровку аппарата в полёте путём перемещения специального груза вдоль фюзеляжа.
Большинство авторов придерживается мнения, что эти усовершенствования были введены Ле Бри при строительстве второго планёра, первый, же, его планёр соответствовал, по облику, патенту. Однако по мнению Тьери Ле Руа и Октава Шанюта, тросы для управления крылом и отклоняемое хвостовое оперение, возможно, присутствовали уже у первого планёра Ле Бри (по мнению Ле Руа, он был построен и испытан уже после получения патента). Ле Руа полагает, что и подвижный груз применялся уже на первом планёре, тогда как согласно Шанюту, он был установлен только на втором аппарате.